# Tkon
Tkon (italienisch Tuconio; deutsch Techun) ist eine Ortschaft auf der Insel Pašman in Kroatien.

## Lage
Tkon liegt im östlichen Teil der Insel Pašman. Es ist die größte Ortschaft und Hafen mit Fährverbindung nach Biograd.

## Geschichte
Das Fischerdorf Tkon war schon früh von Illyrern besiedelt. Auf dem Berg Ćokovac, in der Nähe von Tkon, befindet sich ein Benediktinerkloster, welches im 14. Jahrhundert neu errichtet wurde und in dem noch heute einige Mönche leben.

## Einzelnachweise

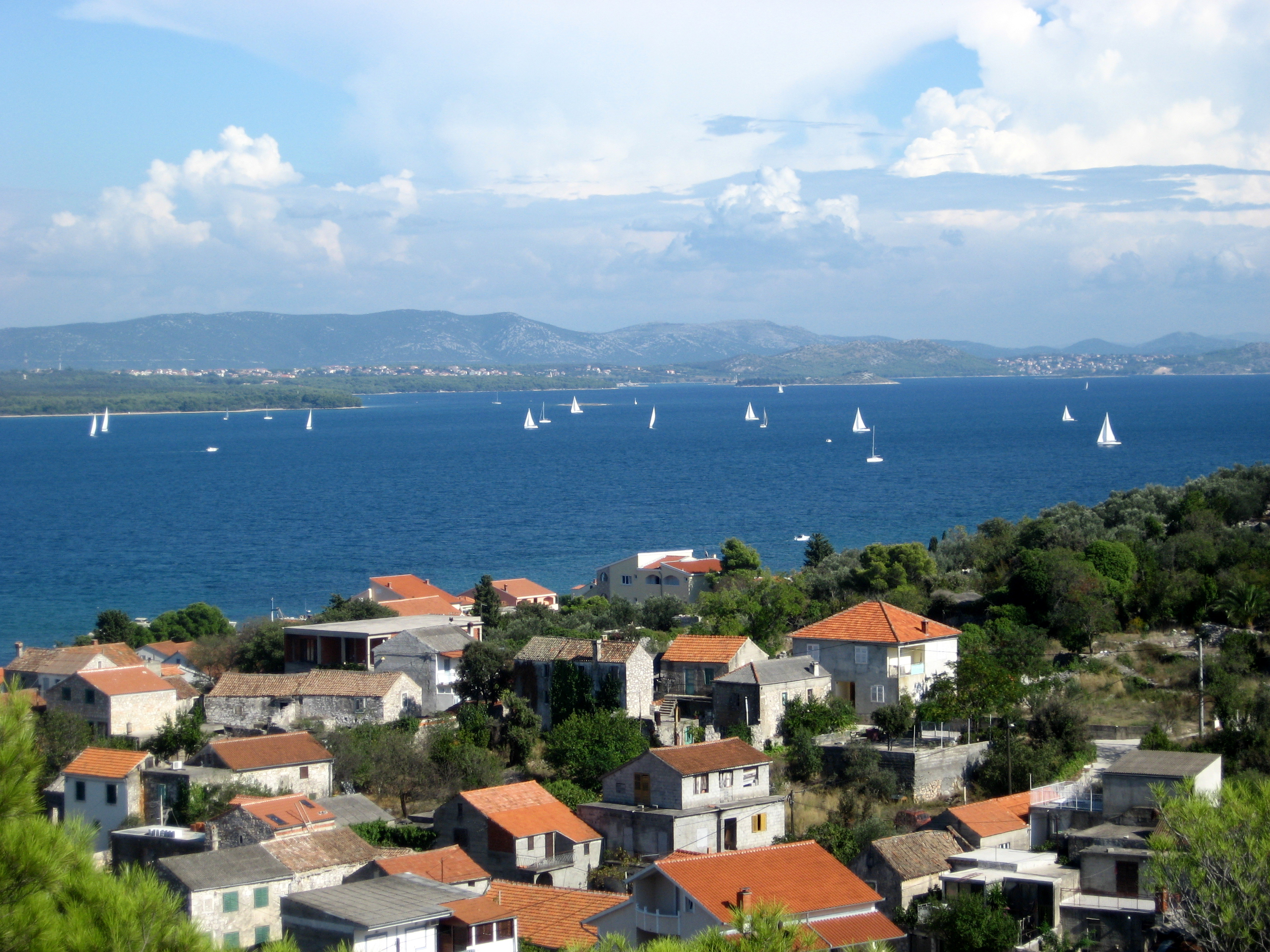
Tkon

## Persönlichkeiten
- Ante Gotovina (* 1955), Ex-General